# Championnat de Yougoslavie de hockey sur glace
Le Championnat de Yougoslavie de hockey sur glace fut disputé de 1939 à 1991. 
En 1939, la Yougoslavie devint membre de la fédération internationale de hockey sur glace (IIHF) et organise son premier championnat national, avec le SK Ilirija Ljubljana comme vainqueur.
La dernière édition a lieu en 1991, car le 15 janvier 1992, 4 des républiques fédérées yougoslaves font sécession : la Slovénie, la Croatie, la Bosnie-Herzégovine et la Macédoine. Depuis, la Serbie, la Croatie et la Slovénie organisent leur propre championnat.

## Palmarès
| - 1937 : SK Ilirija Ljubljana* - 1938 : SK Ilirija Ljubljana* - 1939 : SK Ilirija Ljubljana - 1940 : SK Ilirija Ljubljana - 1941-1946 : Not Played - 1947 : KHL Mladost - 1948 : HK Partizan - 1949 : KHL Mladost - 1950 : Not Played - 1951 : HK Partizan - 1952 : HK Partizan - 1953 : HK Partizan - 1954 : HK Partizan - 1955 : HK Partizan - 1956 : SD Zagreb - 1957 : HK Jesenice - 1958 : HK Jesenice - 1959 : HK Jesenice - 1960 : HK Jesenice - 1961 : HK Jesenice - 1962 : HK Jesenice - 1963 : HK Jesenice - 1964 : HK Jesenice - 1965 : HK Jesenice - 1966 : HK Jesenice |  | - 1967 : HK Jesenice - 1968 : HK Jesenice - 1969 : HK Jesenice - 1970 : HK Jesenice - 1971 : HK Jesenice - 1972 : HK Olimpija Ljubljana - 1973 : HK Jesenice - 1974 : HK Olimpija Ljubljana - 1975 : HK Olimpija Ljubljana - 1976 : HK Olimpija Ljubljana - 1977 : HK Jesenice - 1978 : HK Jesenice - 1979 : HK Olimpija Ljubljana - 1980 : HK Olimpija Ljubljana - 1981 : HK Jesenice - 1982 : HK Jesenice - 1983 : HK Olimpija Ljubljana - 1984 : HK Olimpija Ljubljana - 1985 : HK Jesenice - 1986 : HK Partizan - 1987 : HK Jesenice - 1988 : HK Jesenice - 1989 : KHL Medveščak Zagreb - 1990 : KHL Medveščak Zagreb - 1991 : KHL Medveščak Zagreb |

- - champion par défaut, seul club de la compétition.